# Johann Schorsch
Johann Schorsch (* 29. Oktober 1874 in Wien, Österreich-Ungarn; † 25. April 1952 ebenda) war ein österreichischer Politiker.

## Leben
Johann Schorsch, Sohn eines Drechslers, erlernte nach dem Besuch der Volks- und Bürgerschule den Beruf des Drehers und Schlossers. Seine Wanderjahre führten ihn von Wien über Budapest bis nach Bratislava. Seine politische Karriere begann er im Jahr 1890 als Sekretär des Arbeiterbildungsvereins im Wiener Gemeindebezirk Meidling. Später engagierte sich Schorsch allerdings nur noch für die sozialdemokratische Bewegung im Bezirk Favoriten, in deren Bezirksvorstand er als junger Mann gewählt wurde.
Auch bemühte er sich um den Aufbau einer starken Gewerkschaft, war Generalsekretär des Österreichischen Metall- und Bergarbeiterverbandes, ehe er im Jahr 1909 zum Obmann der Wiener Metallarbeiter gewählt wurde. Zuletzt wurde er 1923 zum Sekretär des Bundes der Freien Gewerkschaften gewählt.
1919 wurde Schorsch als Abgeordneter der Sozialdemokratischen Arbeiterpartei in den Wiener Landtag und Gemeinderat gewählt. Am 26. November 1920 wurde er zudem Dritter Landtagspräsident, ein Amt, welches er drei Jahre, bis zum 13. November 1923, bekleidete. Nach rund acht Jahren Tätigkeit auf Landesebene, wechselte Schorsch am 20. Mai 1927 als sozialdemokratischer Abgeordneter in den Bundesrat, dem er drei Jahre, bis zum 2. Dezember 1930 angehörte. In der zweiten Jahreshälfte des Jahres 1929, als Wien den Vorsitz des Bundesrats innehatte, amtierte Schorsch auch als Präsident des Bundesrates.
Nach der Nationalratswahl des Jahres 1930 zog Schorsch am 2. Dezember 1930 als Abgeordneter in den Nationalrat ein, dem er bis zur Auflösung, am 17. Februar 1934, angehörte.
Im Zuge der Februarkämpfe und dem Verbot der SDAP floh Schorsch im Februar 1934 zunächst in die Schweiz und im Anschluss daran in die Tschechoslowakei, wo er in Prag das Auslandsbüro der Freien Gewerkschaften Österreichs leitete. Kurz nach dem Anschluss Österreichs an Deutschland, kehrte er im Frühjahr 1938 nach Österreich zurück, wurde jedoch beim Grenzübertritt in Břeclav von der Geheimen Staatspolizei verhaftet. Vom 4. Mai 1938 bis zum 23. Dezember 1938 saß Schorsch in Untersuchungshaft. Im Zuge der Verhaftungswelle nach dem Attentat vom 20. Juli 1944 wurde auch Schorsch erneut verhaftet und musste wiederum zwei Monate im Gefängnis verbringen. Da er an einer Krankheit litt und man ihm keine Verbindungen zu Widerstandsgruppen nachweisen konnte, wurde er im September 1944 freigelassen.
1945 wurde Schorsch zum Obmann der Wiener Gebietskrankenkasse ernannt; er blieb es bis 1948. Johann Schorsch starb nur vier Jahre später, im Alter von 77 Jahren. Er wurde im Urnenhain der Feuerhalle Simmering (Abteilung 1, Ring 2, Gruppe 5, Nummer 31) beigesetzt.
Heute erinnert die Johann-Schorsch-Gasse im 14. Wiener Gemeindebezirk Penzing an den Politiker.